# متحف الفنون الجميلة وعلم الآثار في شالون أن شمباني
متحف الفنون الجميلة والآثار في شالون أن شمباني (بالفرنسية: Musée des Beaux-Arts et d'Archéologie de Châlons-en-Champagne)‏، هو متحف فرنسي يقع في ساحة غودارت. تم إنشاؤه عام 1794 تحت اسم متحف الدائرة لجمع ممتلكات المهاجرين والبيوت الدينية المنقولة ملكيتها. أقواس المتحف في ساحة غودارت هي من إبداع النحات غوستاف نافليت، في 1890-1891.
في عام 2018، عرض المتحف معروضات دائمة على مساحة 800 متر مربع ومعروضات مؤقتة على مساحة 300 متر مربع.

## المجموعات
يحتضن المتحف مجموعة لوحات جميلة، ومن بين ما يسترعي انتباه الزوار لوحة «منظر الثلج» بريشة جوس دي مومبر (بالفرنسية: Joos de Momper)، ومجموعة ياكيز كازوت القديمة (بالفرنسية: Jacques Cazotte)؛ ولوحة بيير بريبيت بعنوان «اختطاف بروسيربينا على يد بلوتو»؛ ولوحة «القديس جيروم» من مجموعة جوس فان كليف؛ ومجموعة لوحات روبرت أنترال، التي تبرعت بها أرملته، منها لوحة جوزيف نافليت (بالفرنسية: Joseph Navlet).

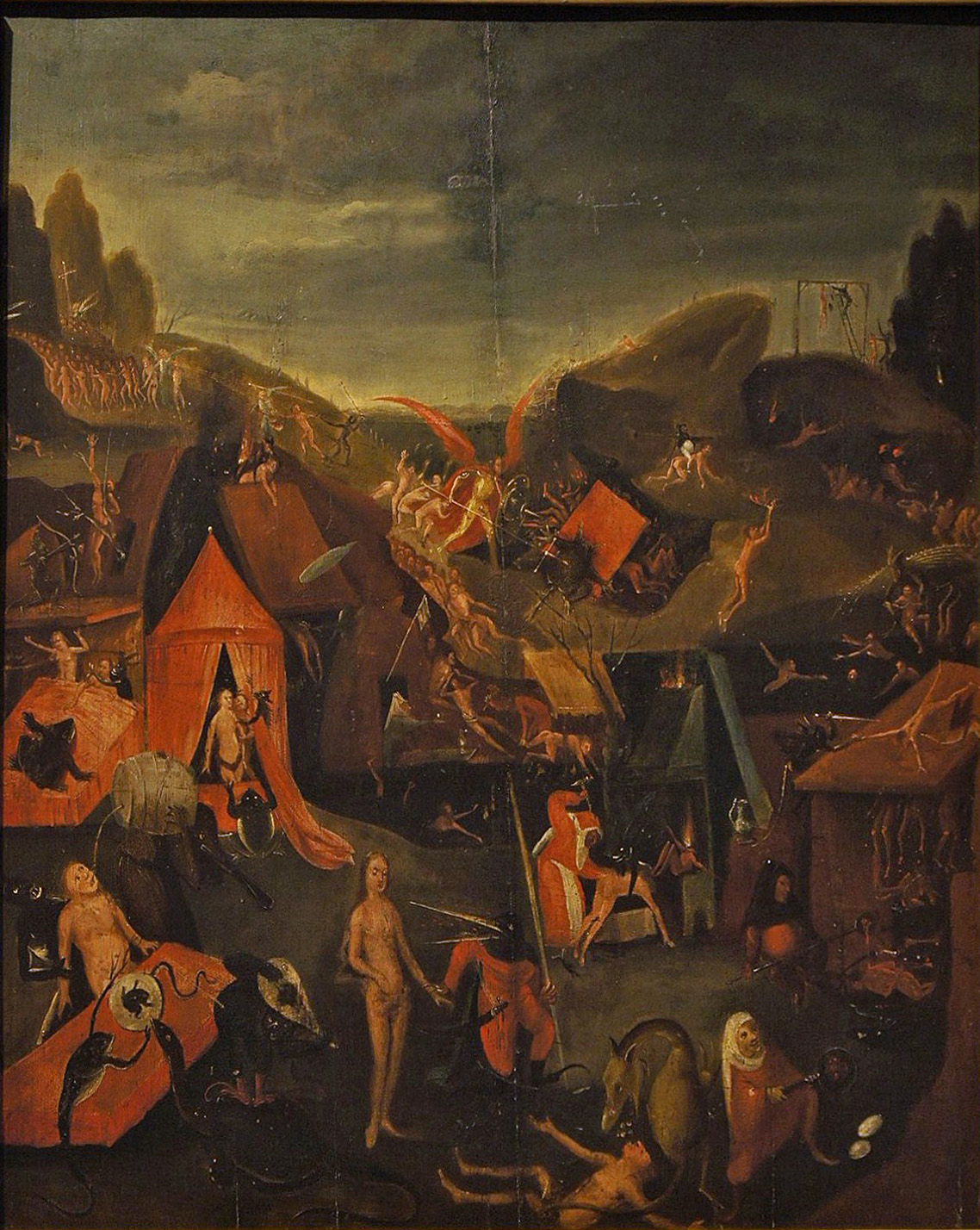
لوحة "مشاهد من الجحيم" بريشة هيرونيموس بوش.
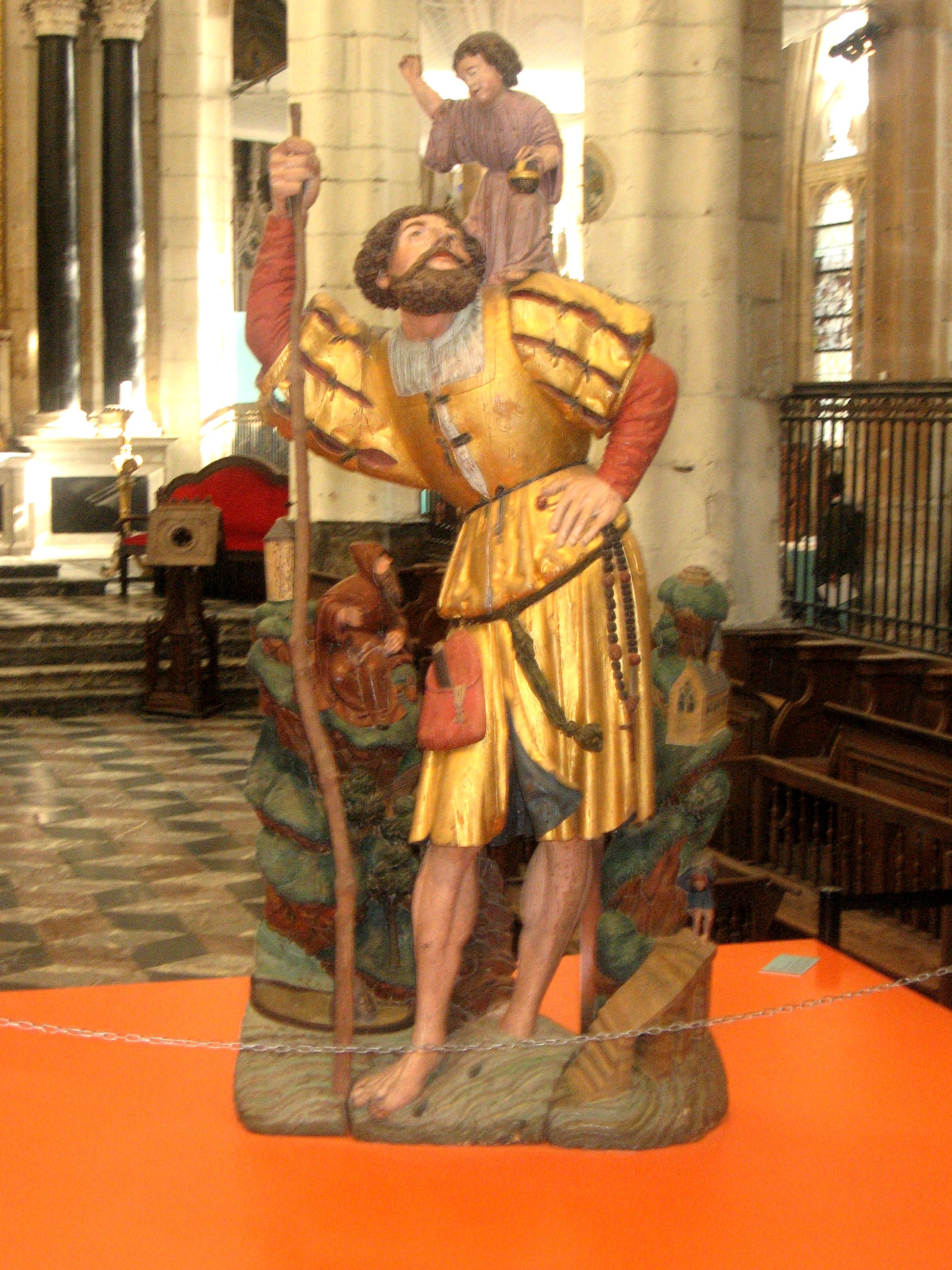
القديس كريستوفر، القرن السادس عشر.
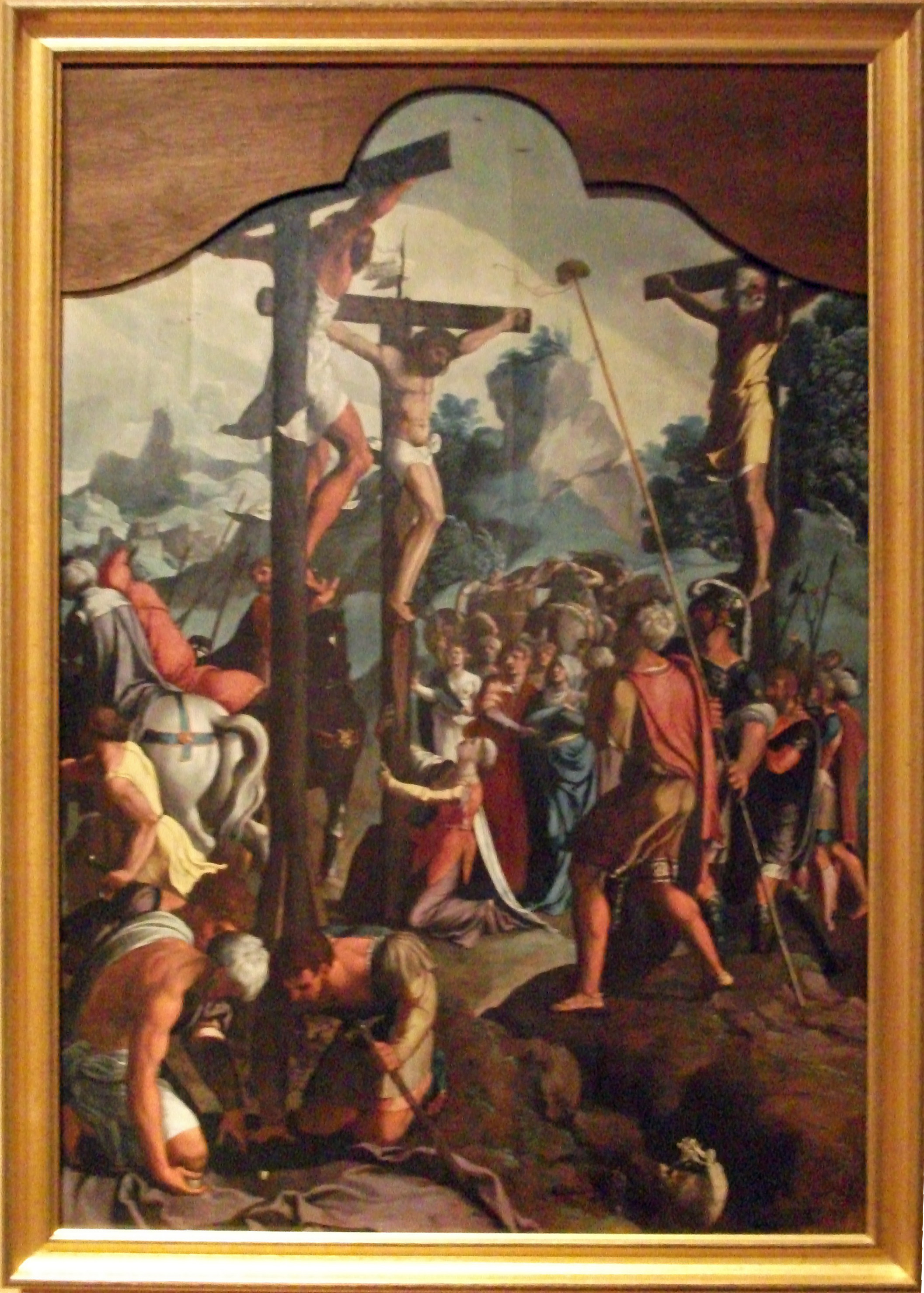
لوحة "الصلب" لكورنيليس الثاني.

هناك العديد من المنحوتات لأوغست رودين بما في ذلك واحدة مخصصة لليون بورجوا، الحائز على جائزة نوبل للسلام في عام 1920. كان التبرع الكبير لعام 1872 من قبل بيير يوجين لامريس (بالفرنسية: Pierre-Eugène Lamairesse) والذي ضم تماثيل من ولاية تاميل نادو، موضوعًا في المعرض المؤقت في عام 2013 ولكنه ليس معروضًا بشكل دائم حاليًا.

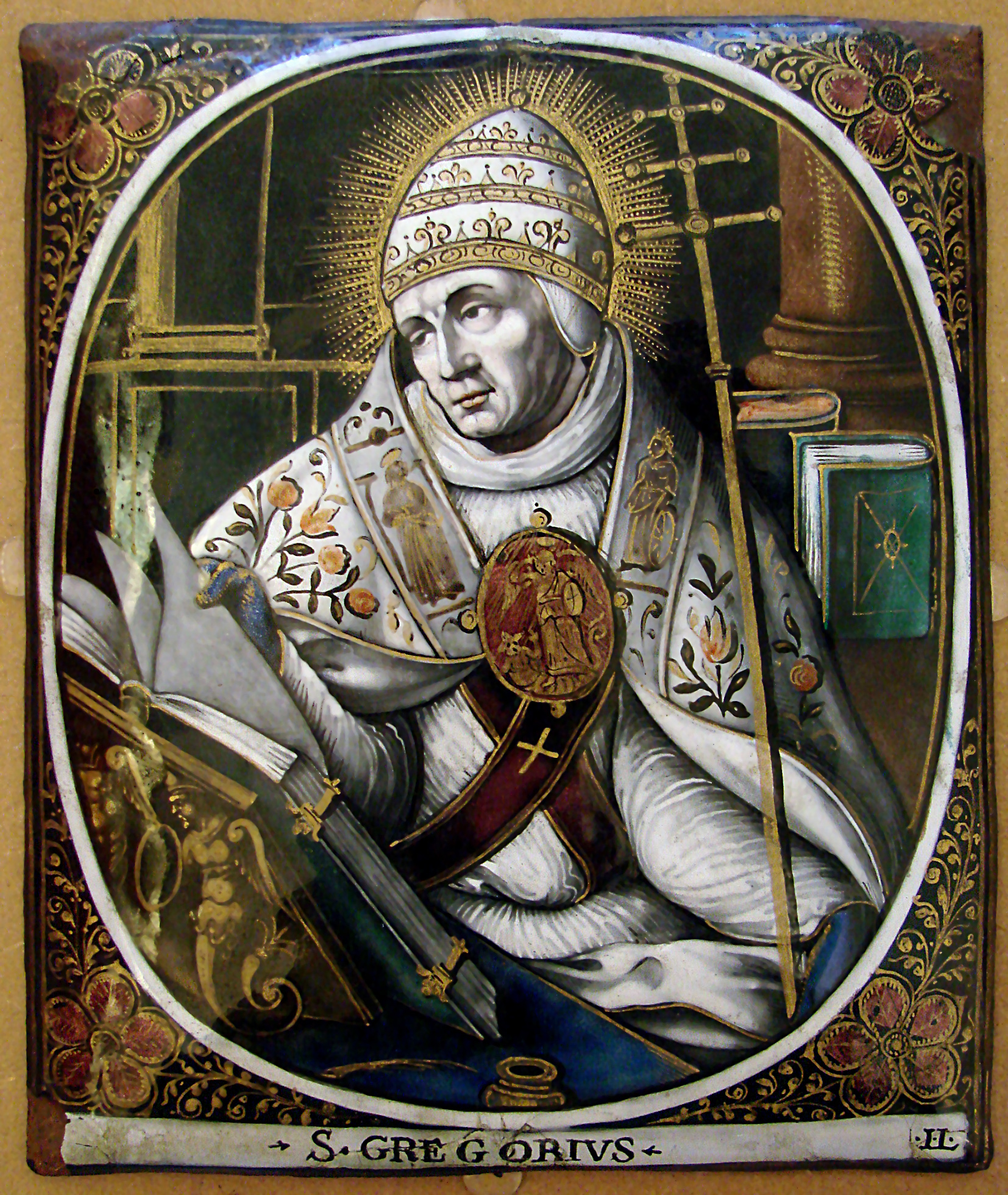
القديس غريغوريوس، مينا لودين.
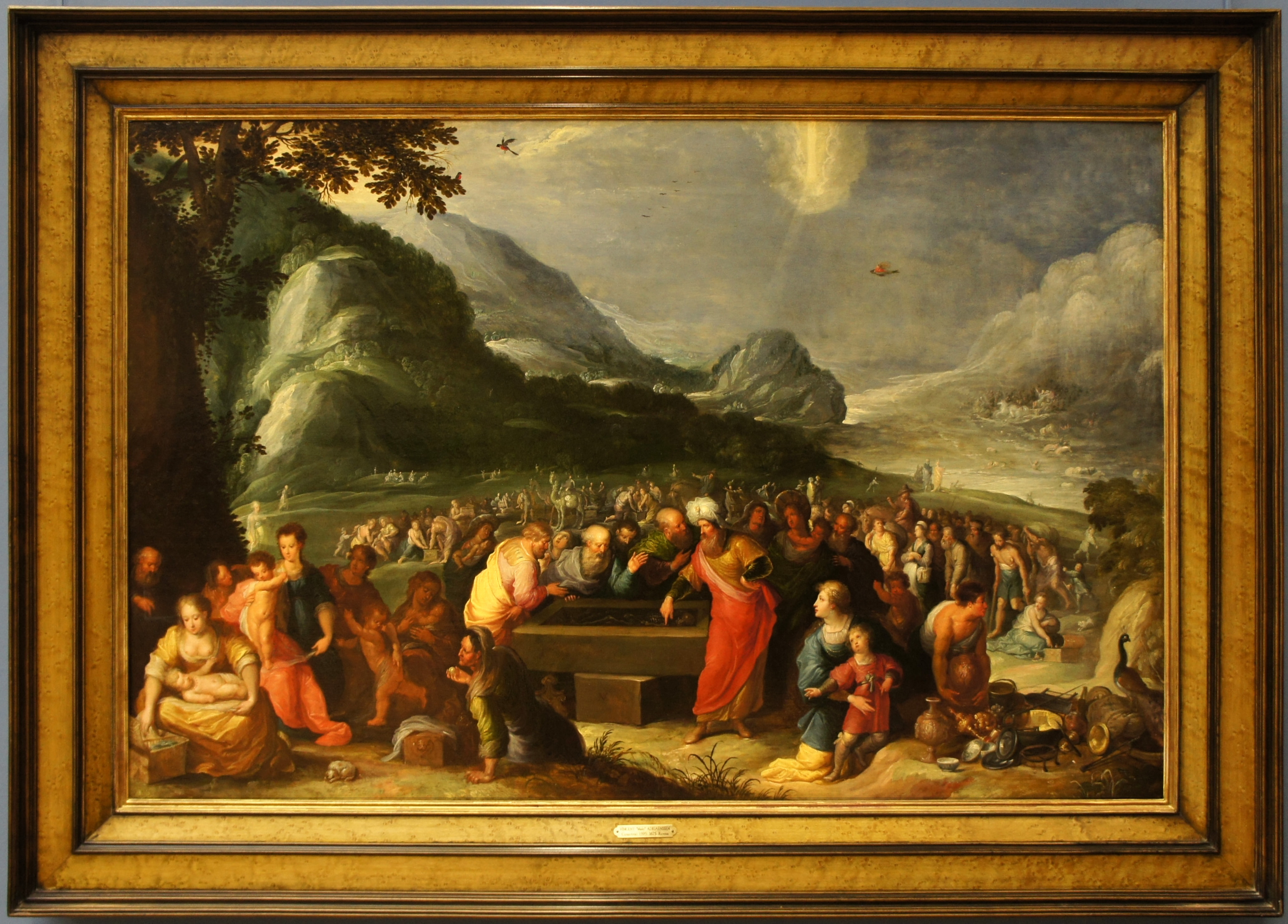
موسى يقود بني إسرائيل إلى أرض الموعد، فنسنت أدريانسن، القرن السابع عشر
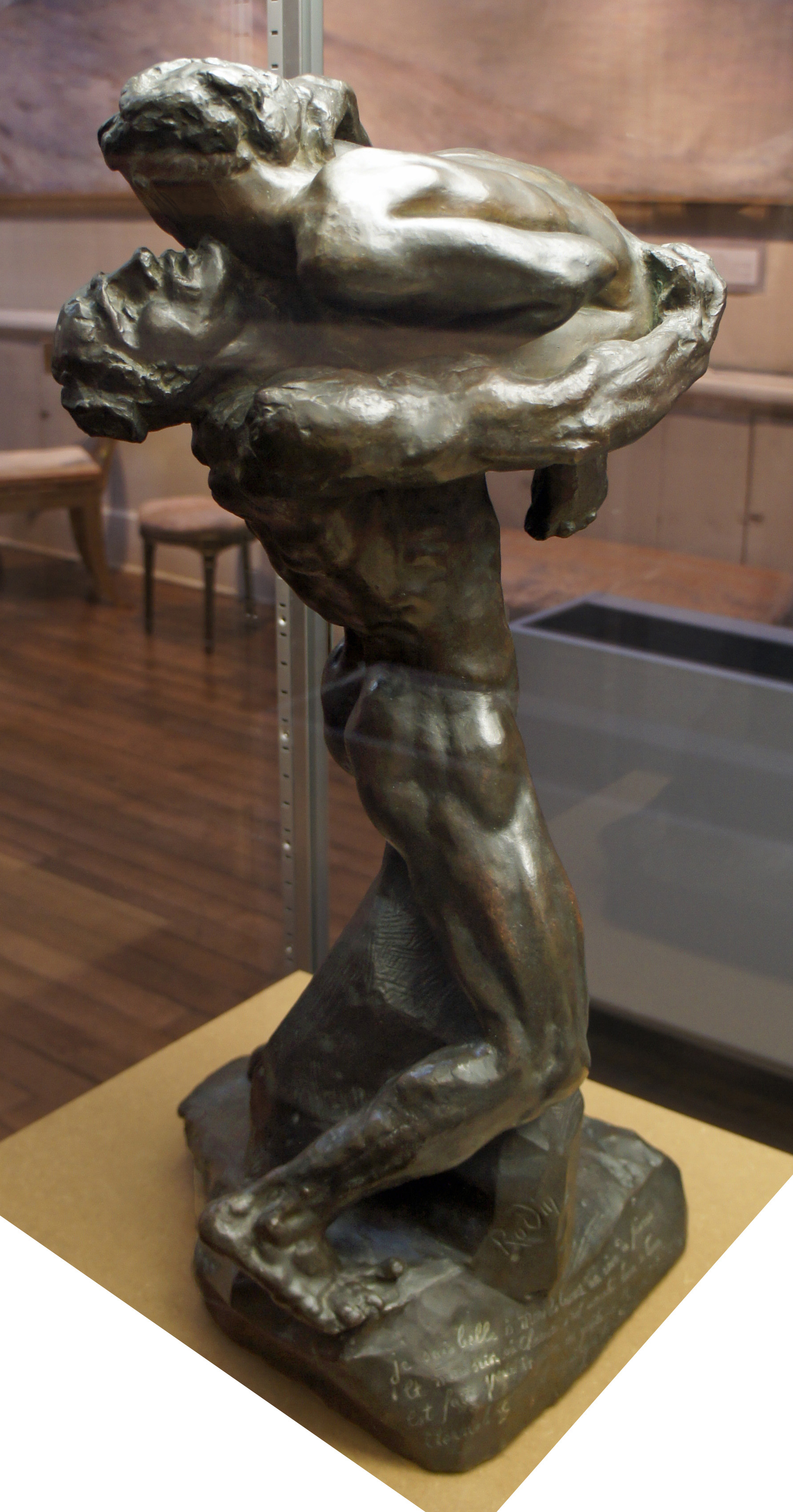
أنا جميلة من إبداع رودين.
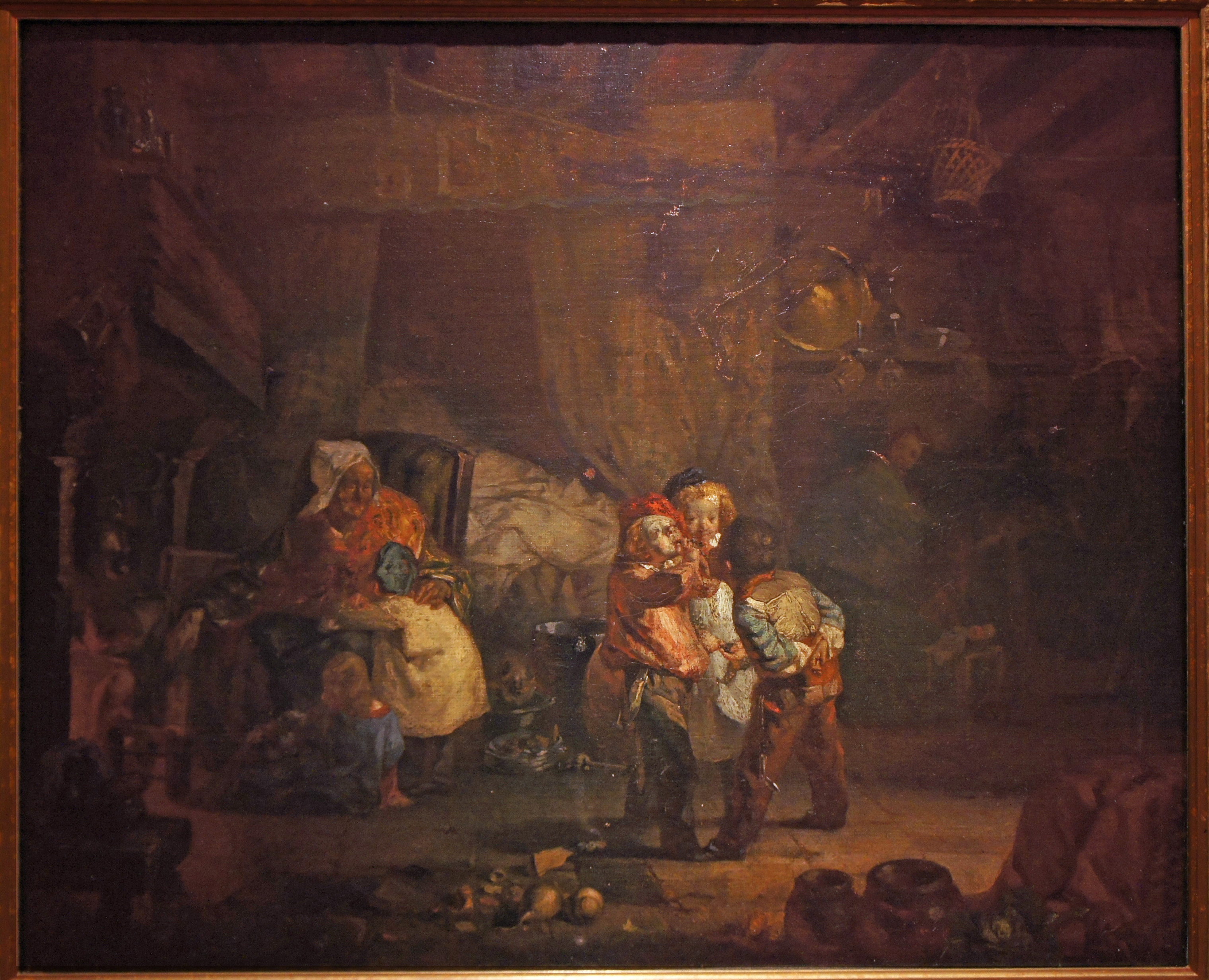
تصميم داخلي ريفي من تصميم جان فرانسوا ميليت.

مجموعة جميلة من المينا من القرنين السادس عشر والسابع عشر قرون من قبل ليونارد ليموزين (بالفرنسية: Léonard Limosin) أو من عائلات لودان أو نوالير، بالإضافة إلى اللوحات المتقاطعة الوسيطة من القرن الثالث عشر، في غرفة علم الآثار في العصور الوسطى؛ في هذه الغرفة العديد من المنحوتات والتحف.
كان بين معروضات المتحف منذ عام 1976، 129 لوحة ورسومات تبرع بها جورج ميلي، من القرن السادس عشر إلى القرن العشرين. مثل لوحة للفنان أوتو فان فين بعنوان «تولي السيدة العذراء» من القرن السادس عشر؛ لوحة «معركة» للرسام جاك كورتوا من القرن السابع عشر، ولوحة «عشق الدف» بريشة الفنان لويس جوزيف لورين من القرن الثامن عشر؛ ولوحة «باقة من الزهور» للفنان يوجين ديلاكروا، ولوحة «القش» لـجول دوبريه صناعة، و«المسار الثلجي في الغابة» للفنان غوستاف كوربيه، ولوحة «تحت الخشب» بريشة نارسيس دياز ديلا بينا (بالفرنسية: Narcisse Díaz de la Peña) من القرن التاسع عشر؛ ولوحة بيير أمبروجاني «لو بورت» ولوحة «ليس ماركيزان»، وبريشة لويس أمالفي لوحة «لو فال دي لا غارد أديمار»، ولوحة للفنان سوزان تورت بعنوان «لا ميول»، من القرن العشرين. وتوجد غرفة مخصصة بالكامل الآن للمجموعة التي تبرع بها مييل كايو.

تم تخصيص معرض جديد لشالونيه الشهير ويبرز بشكل خاص مخترع الأطعمة المعلبة نيكولاس أبيرت حيث تم تقديم رسم لإيبوستيجي.

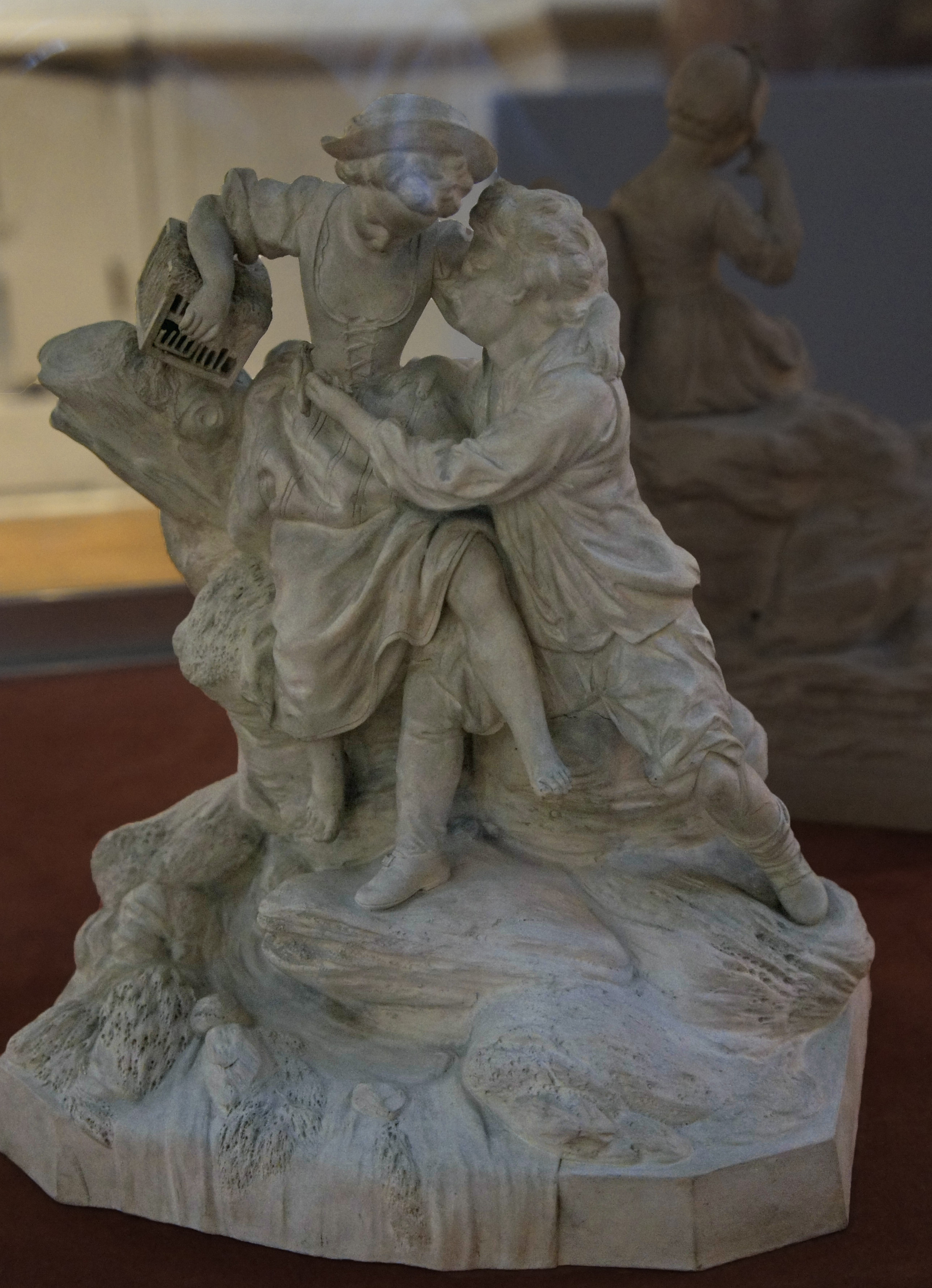
"الطائر الحر" من إبداع بول لوي سيفلي.
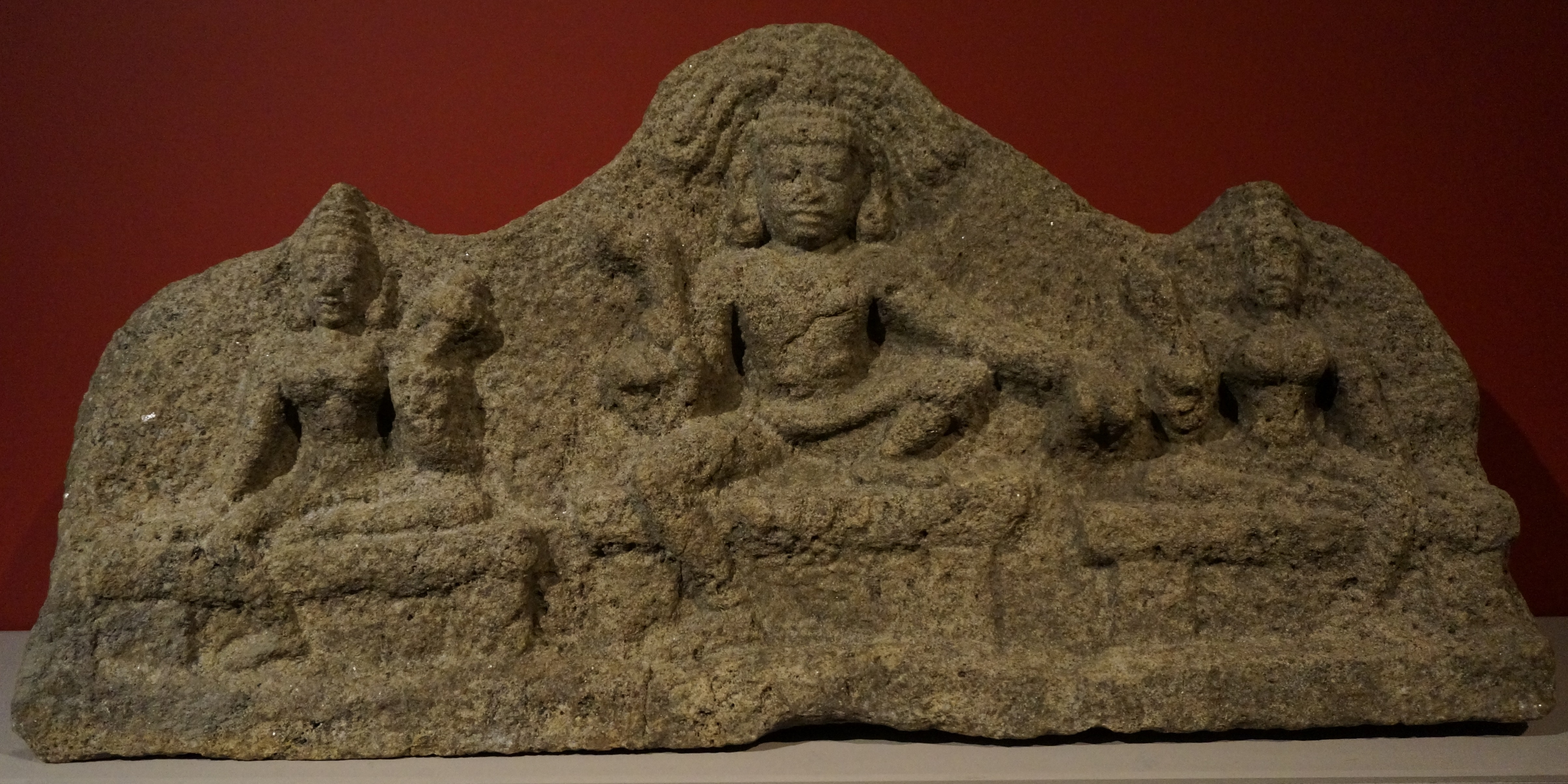
"إيانار وزوجتيه" من تبرع لاميرسي.
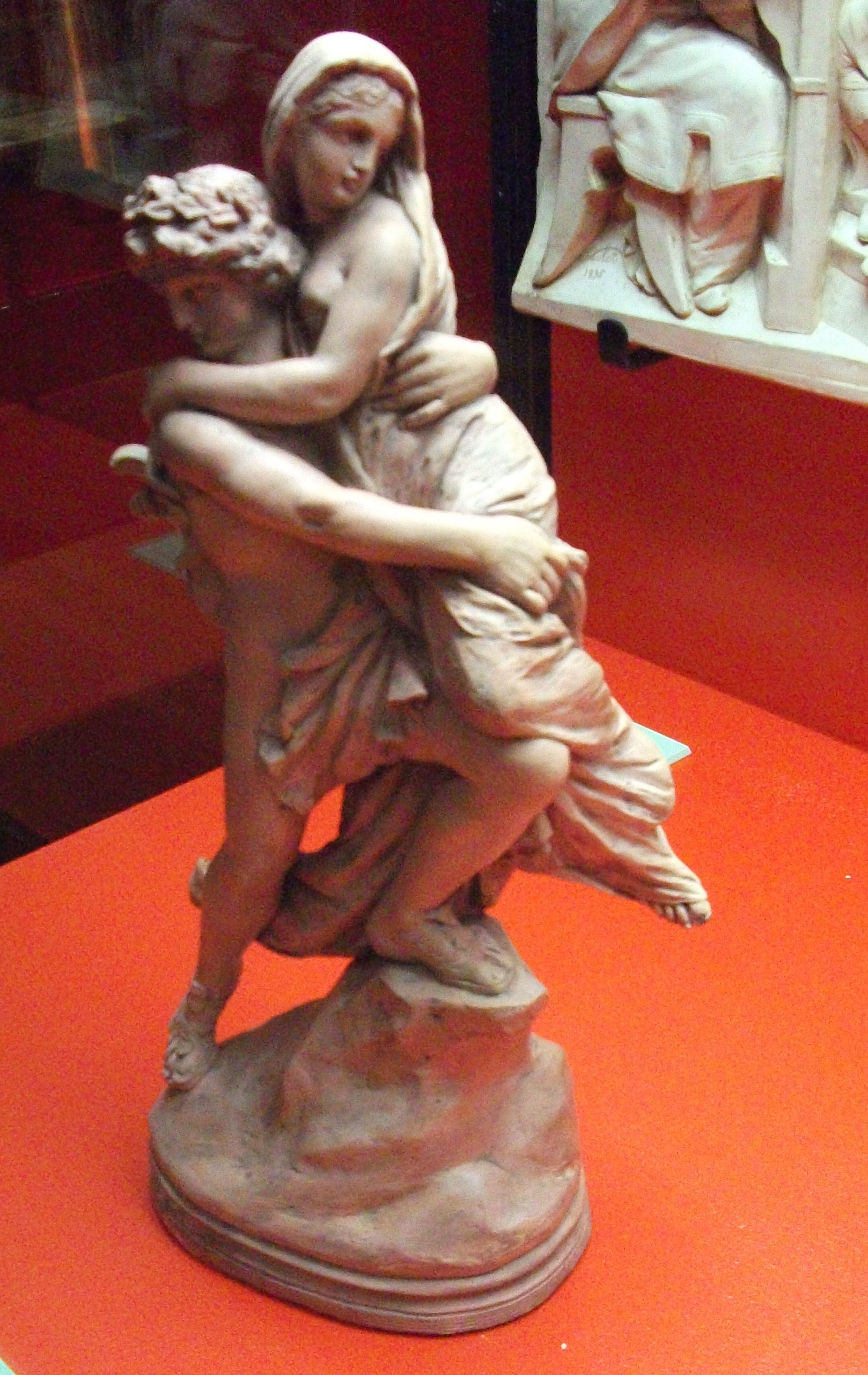
أورفيوس ويوريديس لجوستاف نافليت.
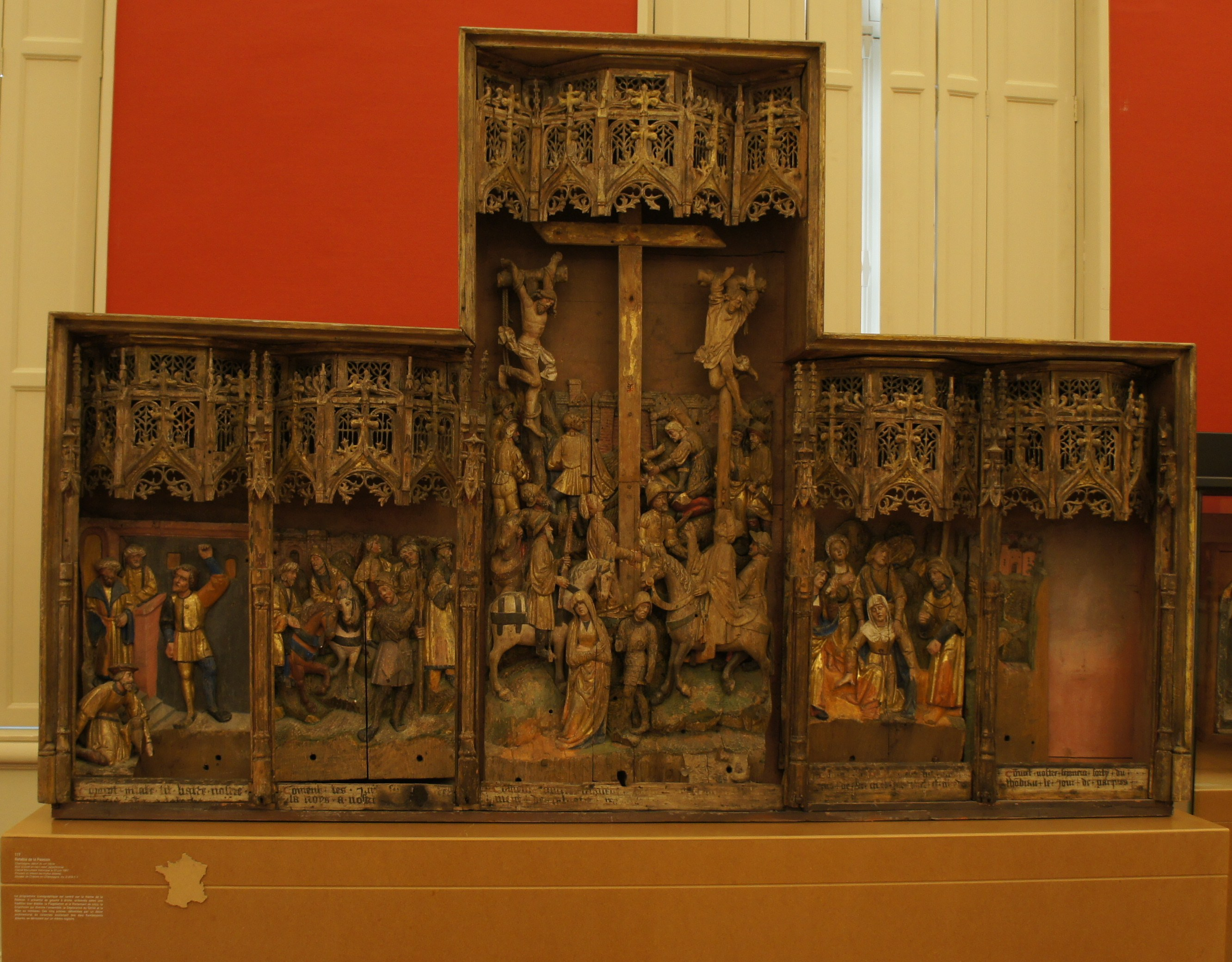
"مذبح العاطفة"، القرن السادس عشر.

في غرفة دوران تيري، يمكن للزائر اكتشاف مجموعة طيور تضم ما يقرب من 2,000 طائر، وهي واحدة من أهم المجموعات في فرنسا، ومجموعة من الحفريات.

توجد في الخارج، في ممر فوندال، مجموعة من المواقد.

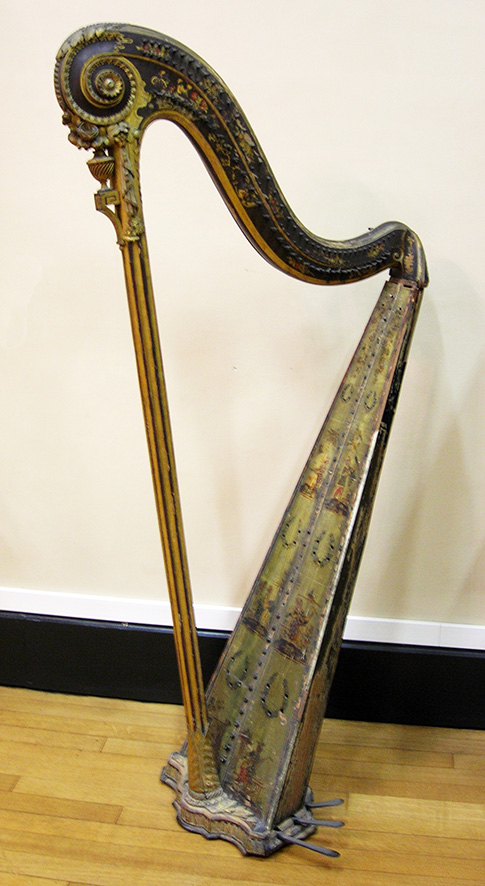
آلة الجنك، هيرتس 1791.
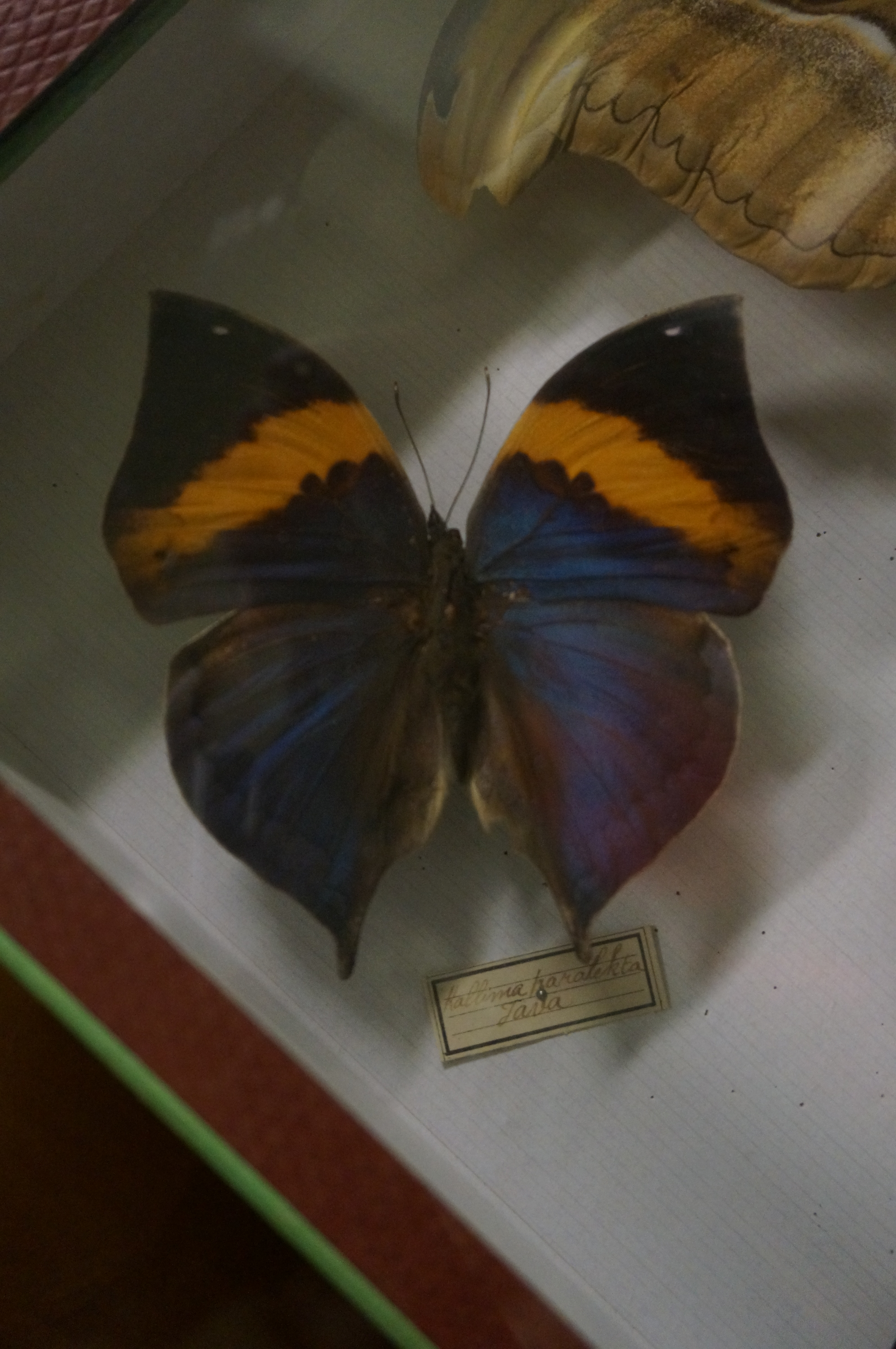
فراسة كاليما ليمبارغي.
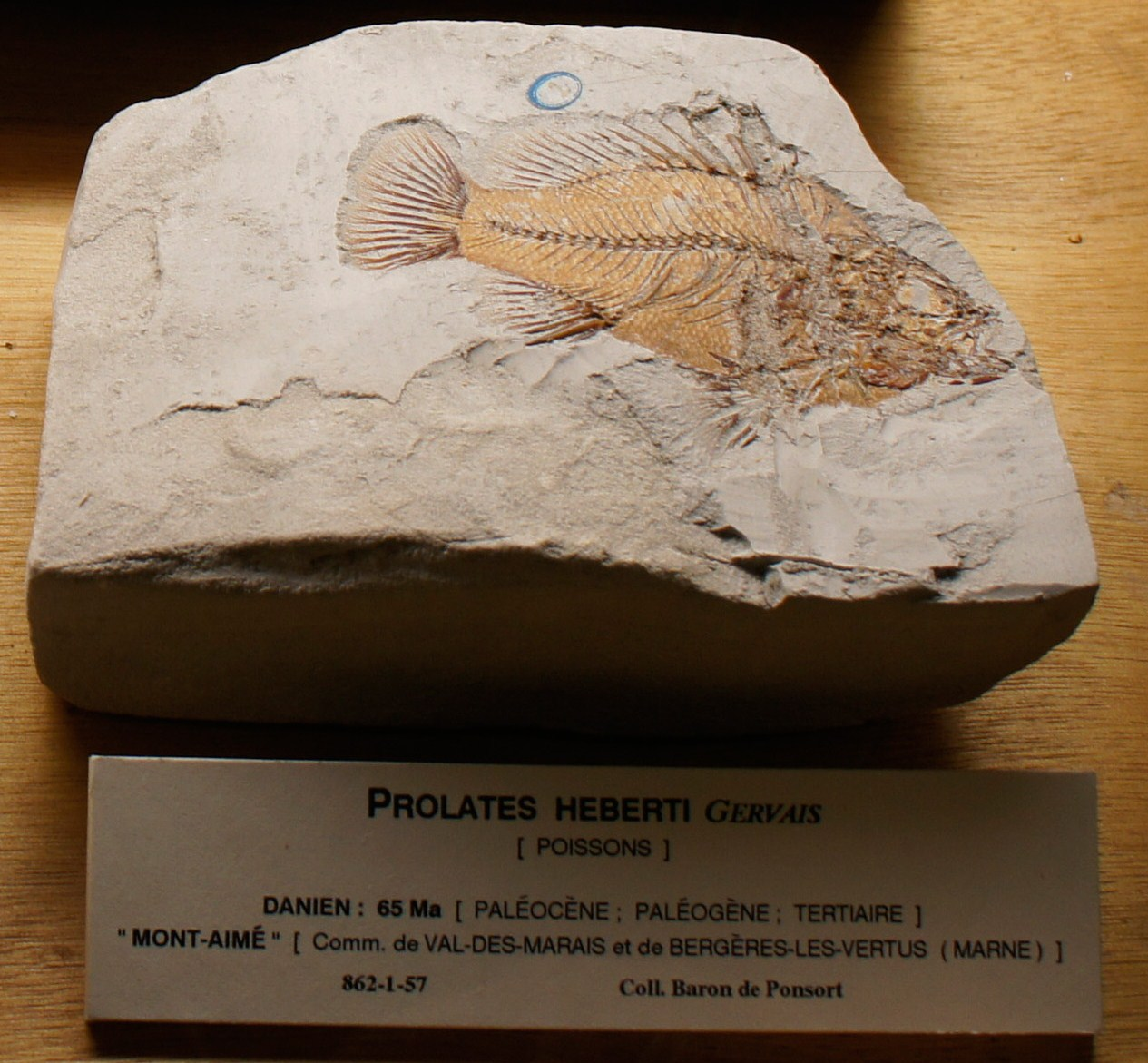
أحفورة "برولات".

## أنشطة المتحف

### المقتنيات القديمة
- لوحة 'لو كيري' من إبداع سيزان من بيير ميجانيل، من الباستيل، 1.27 × 1.57 متر، عُرضت في صالون 1898 واشترته الدولة في عام 1898، تم إيداعها في دار بلدية شالون أن شمباني، ثم نقل إلى متحف الفنون الجميلة وعلم الآثار في متحف شالون أن شمباني.

### أحدث المقتنيات
- لوحة «حرق طروادة»، لكريتيان دوكونيك (1637).
- «موسى يقود بني إسرائيل إلى أرض الموعد»، لفينسينت أدريانسين، - القرن السابع عشر.
- «صورة لامرأة»، من إبداع لويز لوري بورفي (1903).
- «كابريس مهندس معماري، منظر للبالاتين في روما» بيد هانز يوهانس تيلينس.
- «كيس ونهب لأحد الأديرة» من إبداع أبراهام هونديوس.

تم إجراء عمليات الاستحواذ هذه من قبل المدينة، بمشاركة صندوق الاستحواذ الإقليمي لمتاحف شومباني أردين (بالفرنسية: Fonds régional d'acquisition des musées Champagne-Ardenne) وجمعية أصدقاء متاحف شالون أن شومباني (بالفرنسية: Société des amis des musées de Châlons-en-Champagne).
في عام 2010، قدمت جمعية أصدقاء متاحف شالون أن شومباني لوحة مائية لأدولف ويليت ورسمة لروبرت أنترال.

### المعارض

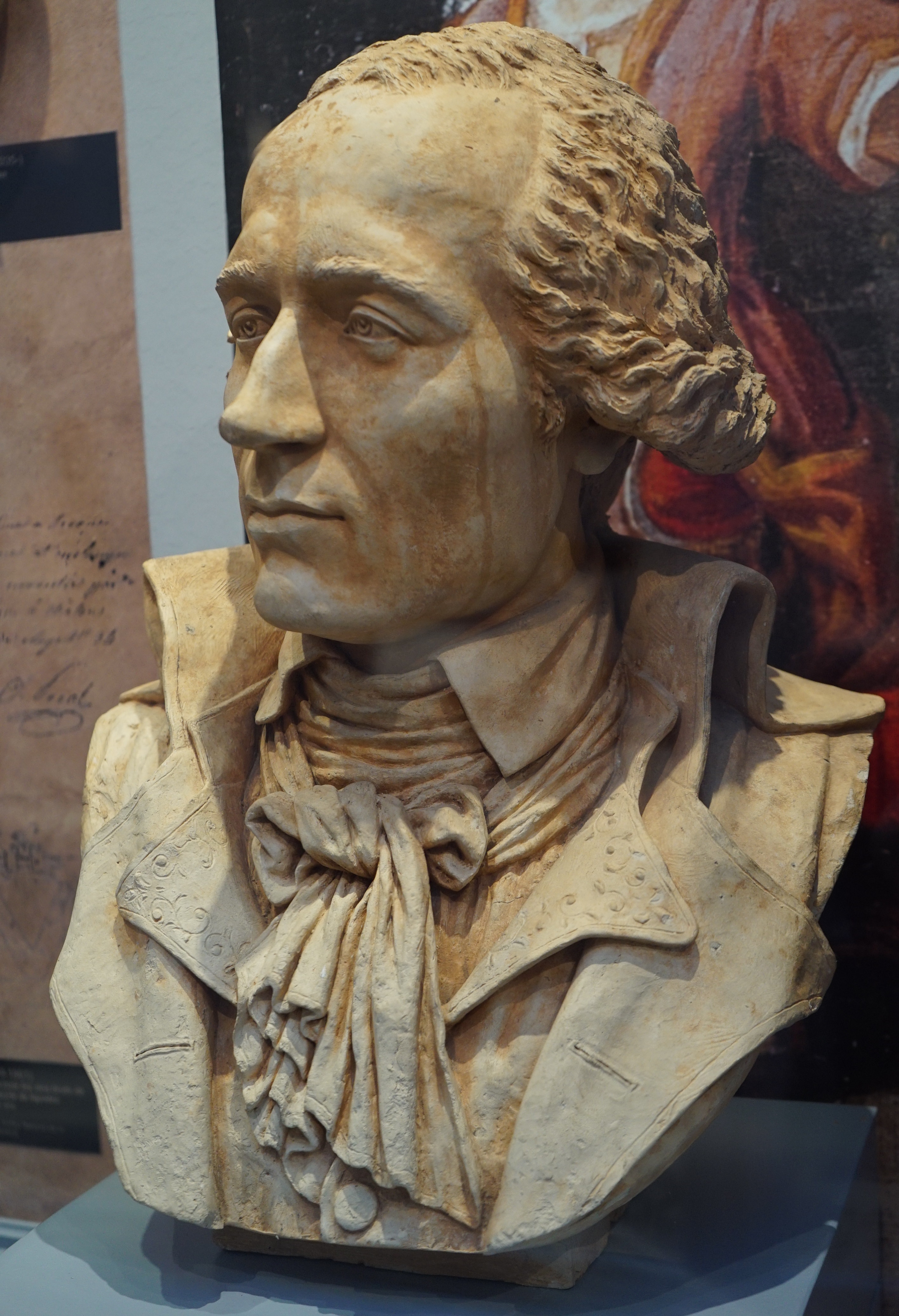
معرض شالونيه الشهير: تشارلز موينيون لماسون أوريت.

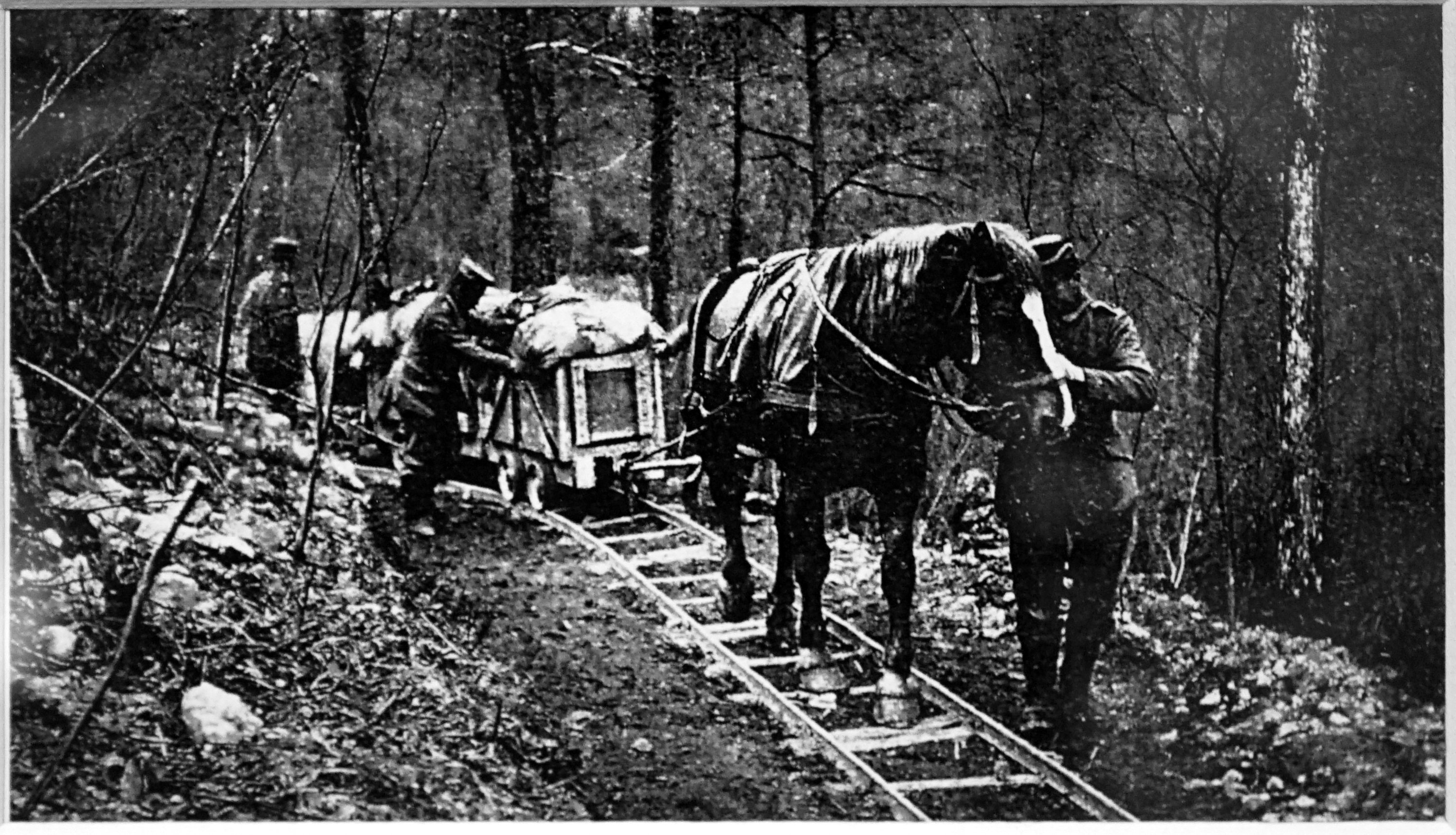
مخيم بوريسوالد.

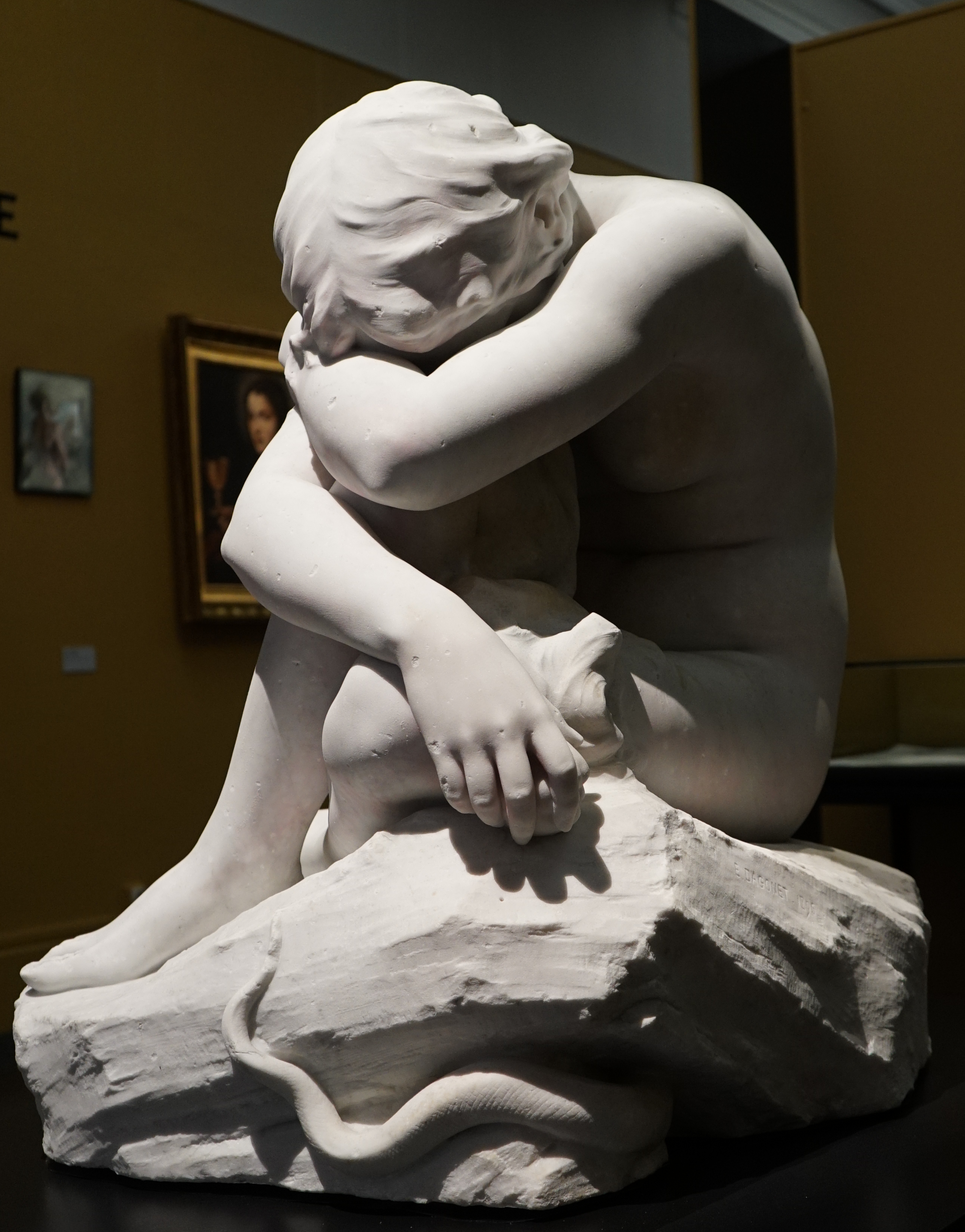
'حواء أو الجنة المفقودة' من إبداع إرنست داجونيت في معرض لةحات للناظرين. الاتصالات الغامضة.

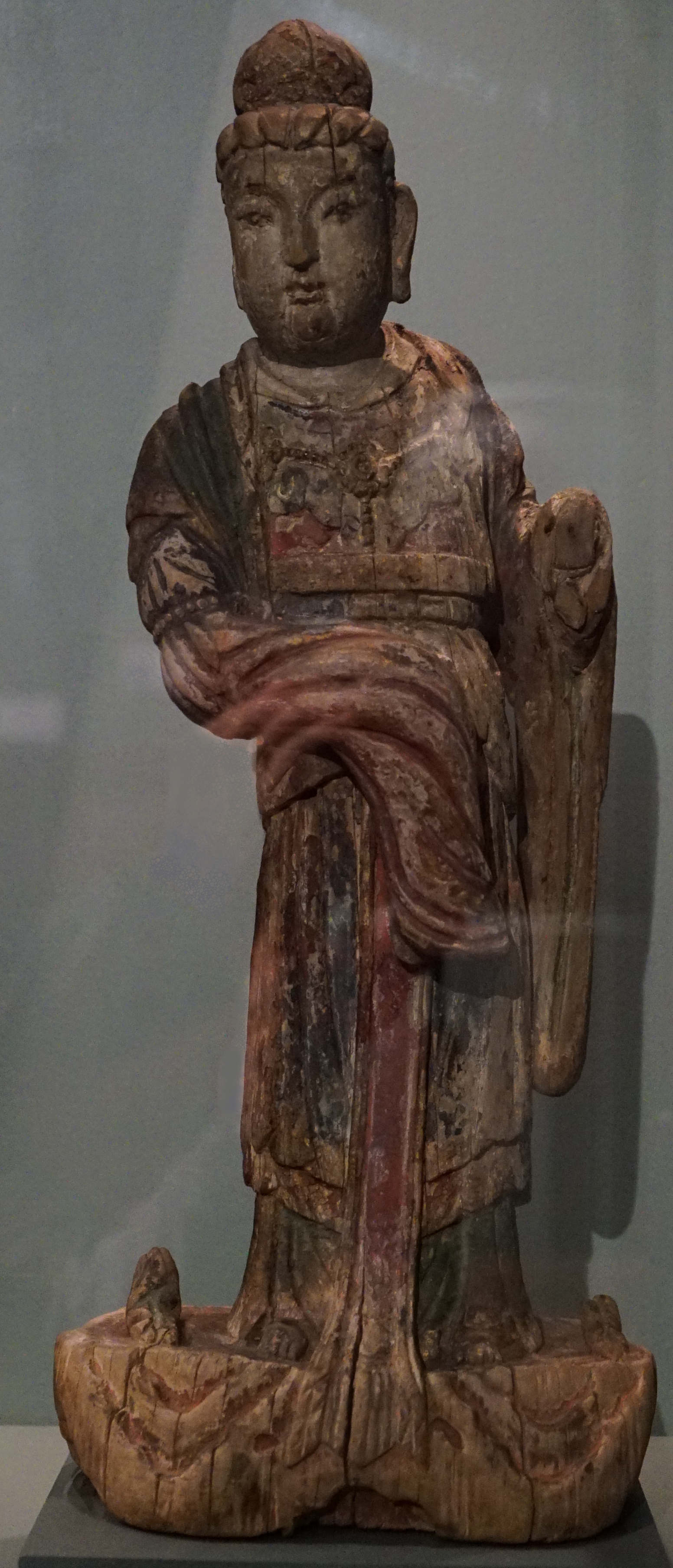
تمثال أسرة مينج، مجموعة بييرات.

- في عام 1978: قبعات الشمبانيا الشالونيز، من 8 أبريل لـ5 يونيو
- في عام 1999: شالون ينظر إليها لويس باربات، من 18 سبتمبر إلى 31 ديسمبر
- في عام 2012: «موقع البناء انتبهوا! خلف كواليس فندق» 15 ديسمبر 2012 إلى 17 مارس 2013
- في عام 2013: «في الطريق إلى الهند. مهندس فرنسي في ولاية تاميل نادو». بالشراكة مع متحف كاي برانلي جاك شيراك، وبدعم علمي من متحف غيميه، معرض تم الاعتراف باهتمامه الوطني من قبل وزارة الثقافة والاتصال. من 21 سبتمبر 2013 لـ28 فبراير 2014.

في عام 2014:
- معرض المعشبات، جزء من «موعد في الحدائق»
- من الفنون إلى الأسلحة. جاك ديغراندكورت (1919-1945). من 16 مايو إلى 2 نوفمبر 2014، أعمال الفنان والمقاوم جاك ديغراندكورت،
- «كنز بويلي سور ميوز». من 19 سبتمبر إلى 15 ديسمبر 2014 .

في عام 2015:
- «أندريه دو غاشون. السماء بين الحرب والسلام». معرض لأعمال فنان الأرصاد الجوية بالتعاون مع شركة «أرصاد فرنسا». من 7 مارس إلى 15 يونيو 2015.
- «ممنوحات! عشر سنوات من المقتنيات في متاحف شالون أون شامبين». من 19 سبتمبر إلى 31 يناير 2016.
- «الطيور تهبط في شالون». معرض بمناسبة ترميم 22 عينة من الطيور.

في عام 2016:
- «معرض الوحش» من 5 مارس إلى 6 يونيو، مخلوقات غريبة وغريبة الأطوار مباشرة من خيال فريديريك فوازين المزدحم.
- «من الكلت إلى الرومان. الحياة اليومية في بلاد الغال (القرن الخامس قبل الميلاد - القرن الخامس الميلادي)»، من 15 إلى 12 سبتمبر 2016
- «الورنيش الطازج. عشر سنوات من الترميم في متاحف شالون أون شامبين»، من 11 يوليو 2016 إلى 30 يناير 2017.
- «هنا الرجل. ليكسي هومو لسيمون دي شالون»، من 11 يوليو 2016 إلى 30 يناير 2017.
- «معرض شالونيه الشهير». معرض دائم في معرض لالمونت لمتحف شالون أن شومباني للفنون الجميلة والآثار، تم افتتاحه خلال أيام التراث 2016.

في عام 2017:
- «وجهات النظر الفوتوغرافية. مجموعات من» فراكس«الثلاثة لمنطقة الغرب الكبير»، من 18 فبراير إلى 22 مايو 2017.
- «شامبانيا!». مجموعة متعلقة بالشمبانيا من متاحف شالون.
- «الحياة اليومية والموت في معسكر أبريمون في غابة أرغون». افتتاح المعرض الدائم خلال الأيام التراثية 2017.
- «الحياة في الشفافية. شالون في الصور، 1920-1950»، من 8 يوليو 2017 إلى 29 يناير 2018.

في عام 2018:
- تم تنظيم معرض «أكروبات» بالشراكة مع المركز الوطني لفنون السيرك، والذي اعترفت وزارة الثقافة بكونه ذا مصلحة وطنية. من 7 أبريل إلى 29 أكتوبر 2018.
- عكس اللوحة. الروابط الغامضة.

في عام 2019:
- «معرض موريس بييرات، طعم الغرابة».

## متاحف أخرى في شالون أون شومباني
- متحف غارينيه (بالفرنسية: Musée Garinet)
- متحف دير نوتردام أنفو (بالفرنسية: Musée du cloître de Notre-Dame-en-Vaux)